# 长沙职业技术学院
长沙职业技术学院位于湖南省长沙浏阳市思邈路75号，是长沙市人民政府主办的的一所全日制普通高等职业院校，其前身是由谭嗣同夫人李闰等人于1902年创办的湖南省浏阳师范学校。
百年名校，人才辈出，胡耀邦、杨勇等同志都曾在该校就读。学院现有雷锋（主）校区、浏阳（东）校区，占地面积600余亩，在校学生9000余人，教职工600余人，其中正、副教授110人，具有博士、硕士研究生学历的教师360余人。

## 历史
1902年（清朝光绪二十八年），谭嗣同夫人李闰和贝远徵创办了“湖南浏阳师范学校”。2003年改造后，称为长沙特殊教育职业学院，2年后与长沙市第二机械技工学校合并，次年改名为长沙职业技术学院，2007年长沙市汽车驾驶与维修职业中专并入。
1978年，望城县第八中学在望城县成立，1984年改名为望城县职业中学，三年后又更名为望城县农村中专，1998年改称望城县成人中专。2003年改称望城县雷锋职业中专。2008年改名长沙市雷锋职业中专，次年并入长沙职业技术学院。

## 学校院系
长沙职业技术学院开设了4个院，4个部，26个专业。
- 院部：
  - 特殊教育与学前教育分院
  - 机械与汽车工程分院（已分开为智能制造分院与汽车工程分院）
  - 经济贸易与信息技术分院
  - 建筑与艺术设计分院
  - 思想政治课教学部
  - 基础课教学部
  - 体育与艺术教学部
  - 中职教学部

## 校园文化
- 校训：勤学精技、求是创新
- 学校社团：该校具有代表性社团有：艺术团、军乐团、舞蹈队、武术队。[1]

## 荣誉
湖南省文明单位、湖南省园林式单位、湖南省就业工作先进单位 